# W Barcelona
W Barcelona – wieżowiec położony w Barcelonie, w Hiszpanii, znany jako Hotel W lub Hotel La Vela (pol. Żagiel) z powodu charakterystycznego kształtu budynku. 

## Charakterystyka
Wieżowiec zaprojektowany został przez architekta Ricardo Bofilla, a oddano go do użytku 1 września 2009. Koszt budowy wyniósł około 260 000 000 €. Znajduje się on w dzielnicy Barcelony - Ciutat Vella (Barceloneta) w pobliżu portu. Hotel jest zarządzany przez spółkę Starwood Hotels. Usytuowany jest w bliskiej odległości od stacji metra Barceloneta, a tuż przed obiektem znajduje się przystanek autobusowy.
Budynek wzniesiono na siedmiu hektarach terenów odzyskanych z obszaru morza, podczas budowy nowego wejścia do portu. Hotel (*****) posiada 473 pokoi i 67 apartamentów oraz zatrudnia 400 pracowników. 
Na terenie hotelu mieszczą się dwie stylowe restauracje, w tym restauracja Bravo24. Na 26 piętrze mieści się bar Eclipse, w którym można się delektować m.in. koktajlami, podziwiając panoramiczny widok na miasto i morze. W hotelu zlokalizowano również lokale gastronimiczne o nazwach Wave i W Lounge oraz m.in. basen otoczony tarasem z leżakami. Wieżowiec znajduje się blisko plaży. Goście mogą zrelaksować się w centrum spa Bliss, które dysponuje wanną z hydromasażem, sauną i łaźnią parową. Spa oferuje również szeroki wybór zabiegów kosmetycznych i relaksacyjnych.
Początkowo obiekt miał liczyć aż 168 m wysokości, jednakże projekt ograniczono do wysokości 99 m.